# خانه یزدان‌پرست
خانه پیشه‌وران؛ نام خانه‌ای تاریخی مربوط به دورهٔ پهلوی است و در شهرستان مشهد، شهر مشهد، بلوار وحدت، وحدت ۲۱، کوچه شمیری‌ها، پلاک ۴ واقع شده و این اثر در تاریخ ۲۵ مرداد ۱۳۸۴ با شمارهٔ ثبت ۱۳۳۶۶ به‌عنوان یکی از آثار ملی ایران به ثبت رسیده‌است.